# Nationally Recognized Statistical Rating Organization
Der Titel Nationally Recognized Statistical Rating Organization (NRSRO) ist eine förmliche Anerkennung einer Rating-Agentur, die seit dem Jahr 1975 von der United States Securities and Exchange Commission (SEC) ausgestellt wird. Ratings von Firmen, die über eine Anerkennung als NRSRO verfügen, dürfen in den Vereinigten Staaten für Kapitalmarktzwecke herangezogen werden. Dem Begriff NRSRO entspricht die External Credit Assessment Institution (ECAI) in der Europäischen Union, für deren Anerkennung die Europäische Bankaufsichtsbehörde zuständig ist.
Waren ursprünglich sieben Ratingagenturen anerkannt, sank die Zahl durch Übernahmen auf drei im Jahr 2003. Mit Stand Januar 2013 waren 10 Unternehmen als NRSRO anerkannt. Im Juli 2022 umfasste die Liste 10 Einträge.

## Geschichte
In den USA wurde im Juli 1975 durch die Wertpapieraufsicht SEC das System der Nationally Recognized Statistical Rating Organization (NRSRO) eingeführt. Die SEC legte damit die Rating-Agenturen fest, die die gesetzliche Verpflichtung der Unternehmen erfüllen dürfen, sich mindestens von zwei zugelassenen Rating-Agenturen bewerten zu lassen, ehe sie für den amerikanischen Kapitalmarkt zugelassen werden. Mit dem Credit Rating Reform Act of 2006 sollte eine Transparenz im Anerkennungsprozess erreicht werden, da bislang eindeutige Zulassungskriterien fehlten. Dem entsprach die SEC im Jahr 2008.

## NRSRO-Liste
Aktuelle Liste:
- A.M. Best Rating Services, Inc. (seit 2005)
- DBRS, Kanada (seit 2003) 2019 von Morningstar übernommen und integriert
- Demotech
- Egan-Jones Rating Company (seit 2007)
- Fitch Ratings (seit 1975)
- HR Ratings de México
- Japan Credit Rating Agency, Japan (seit 2007)
- Kroll Bond Rating Agency (seit 2010)
- Moody’s (seit 1975)
- S&P Global Ratings (seit 1975)

Ehemals:
- Realpoint LLC (seit 2008), am 10. Juni 2011 umbenannt in Morningstar Credit Ratings[6]